# Arielli
Arielli es un municipio italiano de 1.196 habitantes (31-12-2004) y situado en la provincia de Chieti.
Arielli está situada en una colina que domina el área de nacimiento del torrente de Arielli. Su territorio está formado por colinas suaves y abunda la vid.
El primer documento con noticias referidas a Arielli data del siglo XII. En la iglesia de la Madonna delle Grazie hay una estatua en madera policromada que representa a una Virgen con Niño, y en el núcleo de población hay restos del castillo medieval, y la iglesia de San Roque y San Miguel (siglo XIII).
Muy castigada por los bombardeos durante la Segunda Guerra Mundial, que destruyeron gran parte del centro habitado, fue reconstruida durante la posguerra.
Actualmente Arielli mantiene una estructura económica principalmente agrícola unida a la cultura de la vid y ha desarrollado en la última década un activo centro industrial y artesanal.

## Evolución demográfica
| Gráfica de evolución demográfica de Arielli entre 1861 y 2001 |
|                                                               |
| Fuente ISTAT - elaboración gráfica de Wikipedia               |

- Datos: Q51182
- Multimedia: Arielli / Q51182

1. ↑  Worldpostalcodes.org, código postal n.º 66030.
2. ↑  «Codici Catastali». Comuni-italiani.it (en italiano). Consultado el 29 de abril de 2017.